# Shameless (série télévisée, 2004)
Cet article concerne la série télévisée britannique. Pour la série télévisée américaine, voir Shameless (série télévisée, 2011).
Pour les articles homonymes, voir Shameless.
Shameless (aussi renommée "Shameless: Very Important Punk" pendant la diffusion française) est une série télévisée britannique en 139 épisodes de 50 minutes créée par Paul Abbott, auteur et producteur exécutif, qui s’est inspiré de sa propre vie, diffusée entre le 13 janvier 2004 et le 28 mai 2013 sur Channel 4 en Grande-Bretagne, où elle connaît un grand succès, et a remporté de nombreux prix.
En France, elle est diffusée depuis le 27 octobre 2007 sur Europe 2 TV, puis Virgin 17 puis Direct Star.
La série aborde avec un certain humour des sujets sérieux comme l’alcoolisme, la drogue, l’homosexualité, le vol, dans les classes populaires et les classes moyennes anglaises. Elle évite tout jugement ou parti pris, et chaque personnage n’est jamais tout blanc ou tout noir, aussi bien les policiers que les délinquants.

## Synopsis
Shameless raconte les vicissitudes de la vie à Chatsworth, un quartier populaire dans la banlieue de Manchester, et plus particulièrement la vie de la famille de Frank Gallagher, le personnage central, chômeur et ivrogne invétéré, accessoirement consommateur d’ecstasy, à peine attentif à ses six enfants, qu’il a eus ou élevés avec Monica (par ordre décroissant) : Fiona (épisodes 1.1 à 2.10), Lip ou Phillip (1.1 à 5.1), Ian (1.1 à 6.5), Carl, Debbie et Liam. Un sixième enfant, Stella, naît à la fin de la saison 5. La famille vit des allocations familiales, de petits boulots, et profite de quelques « opportunités ».
Au fil des saisons, plusieurs personnages gravitent autour de la famille Gallagher, tels Steve (épisodes 1.1 à 2.10) voleur de voitures de luxe au grand cœur, petit ami de Fiona ; Kev et Veronica (épisodes 1.1 à 4.1), voisins des Gallagher ; Kash, propriétaire pakistanais de l’épicerie du quartier et son épouse Yvonne ; Sheila (épisodes 1.1 à 4.3), agoraphobe, amante de Frank ; Tony, Stan puis Carrie, les policiers du quartier.
La famille Maguire s’impose progressivement. Patrick et Mimi sont les parents notoirement connus pour trafics de drogue et autres. Ils ont cinq enfants. Mandy est la petite amie de Lip Gallagher, mais leur relation est houleuse. Shane est déterminé à prouver sa bravoure. Mickey cache à son père son homosexualité. Sorti de 10 ans de prison, Jamie se range et s’attache à Karen, la fille de Sheila. Un autre fils, Fergal, est assassiné.
Le Jockey est le pub du quartier, où tous les protagonistes se retrouvent au moins une fois au cours de l’épisode. Il est d’abord tenu par Jess, qui emploie Kev et Karen, puis par Jamie et Karen.

## Distribution

### Gallagher
- David Threlfall (VFB : Philippe Résimont) : Frank Gallagher
- Annabelle Apsion (VFB : Bernadette Mouzon) : Monica Gallagher
- Anne-Marie Duff (VFB : Micheline Tziamalis) : Fiona Gallagher
- Jody Latham (VFB : Marc Weiss) : Lip Gallagher
- Gerard Kearns (VFB : Aurélien Ringelheim) : Ian Gallagher
- Luke Tittensor (en) puis Elliott Tittensor (VFB : Stephane Flamand puis David Scarpuzza) : Carl Gallagher
- Rebecca Ryan (VFB : Laetitia Liénart) : Debbie Gallagher
- Joseph Furnace puis Johnny Bennett (VFB : Carole Baillien) : Liam Gallagher
- John Woodvine (en) : Neville Gallagher

### Fisher et Ball
- Marjorie Yates (VFB : Nathalie Hons) : Carol Fisher
- Jack Deam (VFB : Philippe Allard) : Marty Fisher
- Maxine Peake (VFB : Sophie Servais) : Veronica Fisher
- Dean Lennox Kelly (VFB : Gaëtan Wenders) : Kev Ball
- Sally Carman (VFB : Géraldine Frippiat) : Kelly Ball

### Jackson
- Steve Pemberton : Eddie Jackson
- Maggie O'Neill (VFB : Dominique Wagner) : Sheila Jackson
- Rebecca Atkinson (VFB : Carole Baillien) : Karen Jackson

### Karib
- Chris Bisson (VFB : Christophe Hespel) : Kash Karib
- Kelly Hollis (VFB : Monia Douieb) : Yvonne Karib
- Sarah Byrne (VFB : Élisabeth Guinand) : Meena Karib
- Qasim Akhtar (VFB : Vincent Doms) : Chesney Karib

### Maguire
- Sean Gilder (VFB : Lionel Bourguet) : Patrick Maguire
- Tina Malone (VFB : Carine Seront) : Mimi Maguire
- Samantha Siddall (VFB : Mélanie Dermont) : Mandy Maguire
- Aaron McCusker (VFB : Pierre Lognay) : Jamie Maguire
- Nicky Evans (VFB : Alexandre Crépet) : Shane Maguire
- Ciaran Griffiths : Mickey Maguire
- Warren Brown puis Steve Bell : Donny Maguire
- Nathaniel Robinson puis Will Willoughby : Joey Maguire
- Sean Gilder : Noel Maguire

### Policiers
- Warren Donnelly : Stan Waterman
- Anthony Flanagan (VFB : Stéphane Pelzer) : Tony
- Michael Legge (VFB : Gauthier de Fauconval) : Tom O'Leary
- Amanda Ryan (VFB : Alice Ley) : Carrie Rogers

### Autres
- James McAvoy (VFB : David Manet) : Steve McBride
- Alice Barry (VFB : Francine Laffineuse) : Lillian Tyler
- Dystin Johnson (VFB : Julie Istasse) : Norma Starkey
- Chris Coghill : Craig Garland
- Gillian Kearney (VFB : Alexandra Corréa) : Sue Garland
- Ben Batt : Joe Pritchard
- Joanna Higson (VFB : Maia Baran) : Maxine Donnelly
- Louis Kissaun : Danny

## Épisodes

### Première saison (2004)
1. Une drôle de famille. Steve McBride pourchasse le voleur du sac à main de Fiona Gallagher, accompagnée de son amie Veronica. Il est invité par Fiona en remerciement, puis ils sortent ensemble, bien qu’il révèle être lui-même un voleur de voitures de luxe. Lip Gallagher découvre que son frère Ian est gay et sort avec Kash, leur voisin pakistanais, père de plusieurs enfants. Il essaie de le convertir sans succès à l’hétérosexualité avec l’aide de Karen Jackson.
2. La Disparition. Après une violente dispute avec Steve, Frank Gallagher disparaît. La famille s’inquiète lorsqu’un corps est retrouvé par la police dans la rivière voisine. Sans savoir comment, Frank se réveille sur le banc d’un parc en France, et finit dans une prison pour tapage. Il est finalement récupéré par Steve, Kev et Veronica, et fait un retour triomphal dans son quartier. Toutefois, il ne veut pas rentrer chez lui, et préfère vivre avec Sheila Jackson (mère de Karen), qui est agoraphobe, et vient d’être abandonnée par son mari Eddie.
3. Vives les mariés !. Dans un moment d’ivresse, Kev, le barman du Jockey, accepte en public de se marier avec Veronica. Le lendemain matin, il doit lui avouer qu’il est déjà marié. Ils décident alors de simuler un mariage, pour obtenir la dot offerte par le père de Veronica et s’offrir ainsi la maison de leur rêve. Mais leur plan échoue à cause du frère de Veronica, Marty, qui s’évade de prison et incendie accidentellement les toilettes du Jockey. Parallèlement, Ian Gallagher rejette les avances de Mandy Maguire, et est obligé de lui révéler son homosexualité pour éviter les représailles des frères de Mandy.
4. À la recherche de Jody. Debbie Gallagher vole un bébé mettant dans l’embarras sa famille qui élabore un plan pour le restituer en évitant le lynchage des habitants du quartier. Grâce au plan, impliquant des costumes de super-héros, Debbie devient finalement l’héroïne de la journée, applaudie par la police et la population. De son côté, Karen s’intéresse à Frank.
5. La Réunion des parents d'élèves. À la soirée de l’école, Steve découvre que Frank sort avec Karen, et l’oblige à cesser cette relation. Lip, qui a des vues sur Karen, et prévoit de l’emmener à un festival, a finalement le cœur brisé. Le secret de Ian et Kash est également découvert par Yvonne, épouse de Kash. Loin de toutes ces intrigues, Sheila tente de surmonter son agoraphobie.
6. Monica. Pour ne pas être expulsés de leur maison, les enfants Gallagher s’ingénient à cacher aux autorités que leur père Frank ne vit plus avec eux. C’est alors que leur mère Monica, absente depuis de plusieurs années, réapparaît avec son amie gay Norma. Furieuse, la fille aînée Fiona part vivre sa vie avec Steve.
7. Ci-gît Frank. Norma souhaite repartir avec Monica, qui ne veut toutefois plus quitter ses enfants. Elle s’aperçoit aussi, tout comme Sheila, que Frank se rapproche de Monica. Elle conseille à Frank de convaincre les huissiers qu’il est mort pour échapper à ses dettes. Sheila surmonte accidentellement son agoraphobie avec de la poudre de piment dans ses yeux et réapparait au Jockey pour annoncer qu’elle est enceinte. Pendant ce temps, les policiers Tony et Stan découvrent que Steve est un voleur de voitures. Amoureux secrètement de Fiona, Tony tente d’éloigner Steve au lieu de l’arrêter. Steve achète la maison voisine et y met le feu pour toucher l’argent des assurances.
8. Joyeux Noël (Hors série spécial Noël). Pour se faire de l’argent de poche, Kev et Lip volent la cargaison d’un camion de viande, et le déchargent au Jockey, où s’organise la vente avec la complicité des habitants du quartier, qui tombent progressivement malades, dont Ian. En fait, la viande s’avère avoir été délibérément contaminée par l’armée pour un exercice. Le quartier est mis en quarantaine. Ne pouvant se rendre à l’hôpital, Sheila accouche de jumeaux dans le salon des Gallagher, avec l’aide de la mère de Kash.

### Deuxième saison (2005)
1. Le travail, c'est la santé. Neville, le père de Frank, vient voir ses petits-enfants jumeaux, puis ordonne à son fils de trouver un emploi. Un matin, peu enthousiaste et toujours avec la gueule de bois, Frank frappe accidentellement dans la rue un laveur de vitres. Il prétend alors à son père avoir ce job, mais doit lui prouver. Il est aidé dans une ruse imaginée par sa fille Debbie. Mais il est suivi par Neville qui, à l’issue d’une dispute, a une crise cardiaque. De son côté, Karen est embauchée comme serveuse au Jockey, en prétextant être gay auprès de Jez, la propriétaire du pub. Kev rétablit la réalité auprès de Jez, et auprès de Veronica qui était devenue jalouse d’un lien possible avec Kev.
2. Le petit nouveau. Kev et Veronica décident d’adopter un enfant. Dès le lendemain matin, ils en ont un, qui ingérant un morceau de gâteau au hash, est conduit d’urgence à l’hôpital. Cet incident les conduit à réfléchir avant une nouvelle adoption. De son côté, Steve vole une voiture qui appartient sans qu’il le sache au chef de la police. Une fois de plus, il est aidé dans sa fuite par Tony.
3. L'affaire Kerry-Anne. Sheila va rendre visite à sa mère gravement malade dans un hospice, et laisse les jumeaux à Frank. Alors que le Jockey est fermé pour infraction, Frank commence à agir comme un véritable père, mais par inadvertance, Nigel est enlevé par un travesti. De son côté, Fiona soupçonne Steve d'avoir une liaison après avoir lu un SMS sur son portable. Elle l’accuse d’infidélité lors de l’anniversaire de Carol, avec qui elle se chamaillait. Steve révèle que le message provient de son enfant de 9 ans, issu d'une relation précédente. Il lui demande malgré tout de l'épouser, ce qu'elle accepte, bouleversée.
4. Un départ précipité. Pour cacher son homosexualité à son père Frank, Ian entretient une fausse relation avec Mandy Maguire, avec la complicité de son frère Lip, amant de Mandy. Steve et Fiona planifient leur mariage, et sont soudoyés par un prêtre qui veut les voir dans son église. Voulant jouer un tour à Steve, Tony cache l’un des véhicules volés, mais découvre argent et drogue planqués à l'intérieur. Il rend quand même la voiture à Steve, mais le suit discrètement avec Stan jusqu’à la rencontre avec les trafiquants de drogue, qui tourne mal. Steve s'échappe, mais ses empreintes digitales sont retrouvées sur les sacs de cocaïne. Toujours aidé par Tony, amoureux de Fiona, il s’apprête à quitter la ville avec elle, lorsque celle-ci, à la dernière minute, préfère rester avec sa famille.
5. Les gens d'à côté. Sheila confie les clés de la maison d'une voisine absente à Lip, afin que celui-ci puisse étudier tranquillement et faire les devoirs de ses camarades de classe moyennant argent. Mais la maison est cambriolée par des amis de Carl. Surpris par la propriétaire Lena, Lip est arrêté, puis évite la prison en faisant du chantage au policier corrompu responsable de son arrestation. Il commence une liaison avec Lena, après le retour de tous ses biens volés, et lui installe même un nouveau système d'alarme. Il rompt avec Mandy, lorsque celle-ci lui annonce, ainsi qu’à Ian, qu'elle est enceinte. De son côté, avec l’aide de Carl, Debbie fait des copies de vidéos qu’elle « emprunte » au magasin de Kash, puis qu’elle loue dans le quartier. Accidentellement, elle rediffuse une bande vidéo porno tournée avec la Lolita locale, qui devient rapidement très populaire.
6. Nouvelles relations. Considéré comme le père de l’enfant que porte Mandy, Ian est contraint de s’engager devant les Maguire, car il est trop effrayé pour leur dire la vérité. Ce n’est que le jour des fiançailles au Jockey, que Lip annonce qu'il est le vrai père. De son côté, pas encore remise de l'absence de Steve, Fiona cherche du réconfort auprès de Craig, un voisin.
7. L'assistante sociale. Après une dure nuit au Jockey, Fiona se réveille au lit avec un ancien copain de classe, Joey Dawson, sans se rappeler ce qui s’est passé. Sur les conseils de Veronica, elle s’apprête à prendre une pilule contraceptive, mais Liam l’a accidentellement avalée en premier. En plus, Marty casse le bras de Joey en claquant la porte. À l'hôpital, Liam s’en sort. Mais Katrina Webb, des Services sociaux, mène un suivi de routine chez les Gallagher. Elle est une ancienne rivale d’école de Fiona, qui la surnommait "Cachalot", et également la petite amie de Joey ! En guise de représailles, elle exige pour une prochaine visite la présence de la mère de Liam. Comme Monica et Norma sont en vacances, Sheila est engagée pour jouer le rôle. Katrina est sur le point de gagner face à Fiona, lorsque Frank réapparait pour expliquer aux services sociaux que « les rapports de ma mort ont été grandement exagérés », et loue ouvertement le travail de Fiona auprès de ses jeunes frères et sœurs. Joey avoue finalement qu’il n’a eu aucun rapport sexuel avec Fiona, et qu’il voulait se venger d’elle. À l’hôpital, Debbie et ses deux frères aînés s’aperçoivent par les analyses de sang que Frank ne peut être le père biologique de Ian. Enragé, Ian découvre seulement que son père pourrait être le propriétaire du pub.
8. Accidents à la chaîne. Fiona découvre qu'elle est enceinte après une nuit avec Craig. Mais Craig explique que sa femme Sue n’a que lui, et refuse de la quitter. Sur l’insistance de deux agents d’assurance, Frank tente de poursuivre Kash et Yvonne après avoir été frappé à la bouche par la porte de l’épicerie. Tout le quartier se retourne contre lui, quand Kash et Yvonne sont forcés de fermer la boutique, incapables de payer les dommages-intérêts.
9. Marty amoureux. Debbie est déterminée à aider Marty, appelé à comparaître devant le tribunal après avoir été arrêté pour comportement agressif envers un agent du bureau de poste. Kelly, la sœur de Kev, se révèle être une toxicomane. Alors que Fiona souffre de nausées matinales, Craig tente de lui échapper pour le week-end. Sue devient jalouse et commence une relation improbable avec Marty.
10. De nouvelles responsabilités. Debbie raconte à Fiona qu’elle a vu à son école Steve, déguisé en travailleur social, et qu’il veut la revoir. Kash remporte inopportunément les élections locales face à un candidat raciste. Le mari de Lillian est renversé par la fourgonnette de Tony et Stan. L’enquête démontre qu'il est en fait mort d'une balle dans la tête. Carol s’aperçoit que Carl est l’auteur du coup feu accidentel avec un pistolet caché dans les buissons. Toute la famille Gallagher protège Carl face à la police. Steve persuade finalement Fiona de quitter sa famille, et de le suivre.
11. Apprendre à lire (Hors série spécial Nouvel An). Les Gallagher reçoivent une visite à domicile du maître de Liam, menacé d'exclusion. Lors de la crèche vivante, Liam affirme en effet auprès de ses camarades de classe que Jésus n'existe pas. Frank et Monica étant absents, Debbie panique, rase la tête de Liam, et prétend qu'il a un cancer pour justifier son comportement. Rapidement, la nouvelle se propage à tout le quartier qui se mobilise au pub pour aider Liam. D’abord effondrés, Frank et Sheila élaborent un plan de marche en découvrant la supercherie. Toutefois, démissionnant de ses responsabilités, Frank se saoule tous les jours. Monica et sa copine réapparaissent, et menacent de prendre avec eux Liam, qui refuse et se jette dans les bras de Debbie. Le jour de la fête organisée pour collecter des fonds pour soigner Liam, celui-ci annonce à la foule qu'il n'est pas vraiment malade. Mais l'attention se focalise sur Frank qui, une fois de plus saoul, s'effondre sur un château gonflable.

### Troisième saison (2006)
1. L'homme à tout faire. Lip obtient un emploi de portier dans un hôtel, où il se lie d'amitié avec Jack. Ian est séduit par Jack, puis le soupçonne de la disparition de l’argent du ménage des Gallagher. Kash est blessé lors du cambriolage de son épicerie. Ian raconte alors à Yvonne que Jack a utilisé son double des clefs pour entrer, et avoue à Kash qu'il couchait avec lui. Kash met fin à sa relation avec Ian, avouant que lui aussi a été infidèle. La sœur de Kev, Kelly, refait surface. Elle loue une chambre chez Frank, qui se rend vite compte que c'est une prostituée qui utilise sa maison comme une maison close. Marty placarde des publicités dans le quartier pour louer ses services comme bricoleur. Tout va bien jusqu'au moment où il est employé par la vieille Lillian, qui en veut plus…
2. L'affaire du bracelet. Kev obtient un tuyau sur un cheval gagnant, mais est incapable de trouver l'argent pour parier. Après avoir été renversée par des voleurs masqués qui lui prennent son sac à main avec des bijoux de sa mère, Mandy enceinte se réfugie dans l’épicerie de Kash. Elle donne naissance à une petite fille. Quand Lip l’apprend, il se précipite à l'hôpital pour la voir, mais est accueilli par des coups de poing et des menaces du clan Maguire. Mimi Maguire offre une récompense à celui qui retrouvera ses bijoux. Lip retrouve les coupables, et démontre sa bravoure à la famille. Pendant ce temps, Frank, qui a oublié l'anniversaire de Sheila, tente de se racheter pour lui offrir un cadeau. Il souhaite aussi miser sur le nom du cheval que Kev garde en secret. Finalement, Frank obtient le nom, Kev trouve de l'argent, mais comme l'ensemble du quartier fait exactement la même chose, le pari ne rapporte rien. Frank offre toutefois à Sheila ravie un bracelet ressemblant étrangement à l’un de ceux volés à Mimi...
3. Fraudeurs en danger. Marty est engagé comme garde de sécurité dans un supermarché, mais dès le premier jour, sa mère Carol vole à l’étalage. Carol apprend que Lillian a eu une liaison avec son mari dans les années soixante, et cherche à se venger en la dénonçant pour fraude aux prestations à la Sécurité sociale. Carl développe le béguin pour Emily, la nouvelle petite amie de Lip. Devant une Sheila bouleversée puis ravie, Frank prétend être le mari de Lillian, puis déclare qu’il va divorcer de Monica.
4. Roxy. Le jour de son anniversaire, Kev s’étonne de ne pas recevoir de carte de sa mère, puis est choqué lorsqu’il apprend son suicide. Sa femme Roxy assiste aux funérailles. Elle est fraîchement sortie de prison, d’où elle adressait des lettres à la mère de Kev, détaillant tous ses fantasmes. Après les funérailles, elle danse au pub avec Kev. Jalouse, Veronica se dispute. Le lendemain matin, elle se réveille sans Kev à ses côtés. Le cœur brisé, elle met fin à leur relation, et le chasse hors de la maison. Kev apprend de Roxy qu’ils ont eu un enfant ensemble, il y a neuf ans, et qu'elle l’a donné en adoption. Kev est d’autant plus surpris, qu’il était dit stérile. Il doute et repousse ses avances. Roxy débarque alors chez Veronica, et menace de la tuer avec un couteau de cuisine. Kev arrive juste à temps. S’apprêtant à fuir à Amsterdam chez Fiona, Veronica s’aperçoit qu'elle ne peut pas le quitter, après avoir reçu une lettre leur proposant une fécondation in vitro..
5. Le fugitif. Les rumeurs de la relation lesbienne entre Karen et Jez arrivent aux oreilles de Sheila, qui ne connait pas la stratégie de sa fille ayant obtenu l'hébergement gratuit, le repas et un travail au pub. Carl commence à cultiver du cannabis pour les Maguire, et jouit finalement de l'attention des filles intéressées. Mais il est bientôt découvert par la brigade des stupéfiants. Les Maguire l'accusent de les dénoncer, tandis que Lip tente de prouver l'innocence de son frère. Mandy a un nouveau copain. Lip se rend compte qu'il a encore des sentiments pour elle. Mais il devient furieux, quand il découvre que c’est elle qui encourage le trafic de Carl. Du coup, Mandy interdit à Lip de voir leur fille. Quand elle est arrêtée par la police, Lip découvre une rivalité fraternelle chez les Maguire.
6. Dettes. Comparant sa vie à celles des jeunes filles de son âge, Debbie renonce à s'occuper de sa famille, et la laisse se débrouiller seule. Frank découvre qu'il peut gagner rapidement de l'argent en participant à des essais de médicaments. Son pire cauchemar se produit lorsque les médicaments qu'il prend arrêtent les effets de l'alcool, le laissant incapable de s'enivrer pour oublier ses problèmes quotidiens. Marty apprend que Sue est endettée, et l'aide à souscrire un prêt. Quand elle disparaît, il doit payer la totalité de la somme. Puis Carol accepte d'aider financièrement le couple à condition que Sue reste avec Marty pendant cinq ans, et qu’elle ne brûle plus l’argent. Kev et Veronica épargnent pour partir en vacances ensemble. Mais Veronica est désappointée, lorsque Kev lui annonce qu’il a une phobie de l'avion.
7. Le jardin hanté. Veronica apprend l’échec de sa fécondation in vitro, mais bouleversée, ne l’annonce pas à Kev. Décidée de faire construire une véranda dans son jardin, Sheila révèle à Frank qu'elle y aurait enterré son ex-mari, qui serait mort d'une crise cardiaque. Elle était si bouleversée, qu’elle ne lui aurait même pas ôté tous ses bijoux en or. Frank se confie à Veronica, qui projette immédiatement de déterrer le cadavre pour récupérer les bijoux. En creusant, ils se rendent compte que la mort n'était pas un accident. Terrifié que Sheila puisse aussi l’assassiner, Frank s’enfuit pour éviter leur prochain mariage. Après avoir découvert que les bijoux ne valent rien, Veronica justifie son geste à Kev. Elle souhaitait de meilleurs traitements pour sa FIV en clinique privée. Elle va ensuite parler à Sheila, qui est désemparée après la disparition de Frank. Sheila explique qu'elle a tué son ex en état de légitime défense, car il l'aurait régulièrement battue. Elle part ensuite se livrer à la police. Apprenant la vérité de Veronica, Frank se précipite au commissariat où il arrive juste avant la déposition de Sheila. Le mariage se déroule comme prévu. Mais Frank confie à Kev et Veronica, qu’il n’a jamais divorcé de Monica.

### Quatrième saison (2007)
1. Le grand chambardement. Frank met le feu à son dîner, et termine à l'hôpital. Ne réussissant pas à joindre Sheila, l'hôpital appelle Monica. Plus tard, Monica s’invite à la fête d'anniversaire de Lip. Debbie la reçoit glacialement. Elle refuse de pardonner sa mère, qui les a abandonné depuis six ans. Mais Monica n'est pas découragée, et annonce qu'elle est de retour pour de bon. Debbie contacte alors Norma, et la supplie de venir chercher sa mère, qui aurait jeté son dévolu sur le séduisant Frank. Jalouse, Norma décide de camper dans le jardin des Gallagher, convaincue que Monica finira par changer d'avis. Pendant ce temps, Kev, Veronica et Marty ont disparu, jusqu’au jour où ils font les titres des actualités. Ils ont été arrêtés pour avoir tenté d'acheter un bébé en Roumanie. Tout le monde est choqué, sauf les Maguire, qui en profitent pour emménager dans leur maison. Marty réapparait seul avec un bébé. Sue convainc les policiers que ce bébé est le sien.
2. Retours fracassants. Jamie Maguire est libéré après 10 ans de prison pour meurtre. À la grande déception de sa famille, il décide de se ranger, et obtient un emploi de barman au Jockey. Il quitte aussi la maison familiale, et loue une chambre au-dessus du pub. Sheila tente de séduire Monica pour savoir si elle est vraiment lesbienne. Monica rejette ses avances, et toutes deux finissent par partager une cellule de police. En désespoir de cause, Sheila tente d'aider Norma à récupérer Monica.
3. L'heure de vérité. Frank finit par succomber aux avances de Monica. Lors d’une fête d'anniversaire qu’elle organise, Sheila s’aperçoit de l'infidélité de Frank. Incapable de contrôler sa rage, elle lui lance des couteaux, et manque de justesse sa tête. Pendant ce temps, Lip et Ian décident de gagner de l'argent en triant les poubelles du quartier, jusqu'au jour où ils découvrent une main coupée. Cette main appartient à un membre de la famille Maguire, qui suppose que c'est Mickey qui a été tué. Toutefois, Mickey rentre à la maison, et on s'aperçoit que c'est en fait Fergal qui a été assassiné. Quand Frank disparaît, Sheila craint l’avoir tué et enterré dans son jardin aux côtés de son ex-mari. Quand elle le trouve bel et bien vivant au pub, elle lui donne un ultimatum : il doit choisir entre elle et Monica. Frank lui déclare qu'elle est la femme de sa vie, mais qu'il n'a jamais pris la peine de divorcer avec Monica. Ravie puis humiliée, Sheila le quitte en prenant les jumeaux. Frank raconte les faits à Monica. La famille Gallagher est réunie à nouveau.
4. La malédiction. Ian reçoit une lettre de licenciement, car Kash est surendetté. Prenant la route à moto, il renverse une jeune fille en possession de cartes à gratter volées chez les Maguire, qui la poursuivent. Elle supplie Ian de la cacher dans son grenier, et commence une liaison improbable pour lui. Yvonne découvre la situation financière de Kash, qui s’apprête à hypothéquer l’épicerie. Elle refuse, et l'oblige à écrire une note avant qu’il simule son suicide. Pendant ce temps, Mimi cesse de parler, quand elle découvre que son frère est décédé, et que la main coupée est celle de Fergal. Patrick propose à Lip de remplacer le fils disparu et de convaincre Mandy. Puis il lui demande de lui livrer la jeune voleuse, quand il apprend furieux que Ian la protège et l’aide à s'échapper. La vendetta est à son paroxysme, lorsque Mimi parle de nouveau. Tout est oublié.
5. Premiers amours. Frank est forcé de retourner habiter chez lui, quand il découvre que Sheila envisage de vendre sa maison. Les tensions augmentent entre Debbie et sa mère qui lui reproche sa proximité avec Frank au lieu de sortir avec des garçons de son âge. Debbie sort alors avec son nouveau voisin, jusqu'à ce que Frank apprenne que la famille est catholique intégriste. Ian se réjouit des avances de Mickey Maguire, puis le répugne quand celui-ci se vante de pratiques zoophiles avec son chien. Karen accepte de vivre avec Jamie, bien que celui-ci n’ait jamais connu une autre fille. Pour célébrer cet engagement, Mimi propose de faire entrer Karen dans ses combines.
6. Joyeux anniversaire !. Carrie, nouvelle flic très zélée, est empressée d'arrêter les Gallagher, qu’elle soupçonne à l’origine de la criminalité dans le quartier. Les autres flics sont ahuris par son comportement. Carl prépare un repas d'anniversaire pour sa mère Monica, lorsqu’il la trouve dans une position compromettante avec Norma. Rien ne va pour Frank jusqu'au jour où Shane lui offre un emploi de revendeur d'ecstasy trouvée dans une fourgonnette de crème glacée. Karen est de plus en plus inquiète par sa future belle-famille. Elle rend à Jamie sa bague de fiançailles, et renonce au mariage. Les Maguire l'enlèvent alors, et la lient sur une chaise pour la dissuader. Jamie la retrouve, la sauve, et déclare qu'il est prêt à quitter sa famille pour vivre avec elle. Karen revient alors vers lui.
7. Attentats terroristes. Par mégarde, Frank dit à Monica qu'il préférait Sheila. De son côté, Monica lui avoue qu'elle dort toujours avec Norma. Quand Frank apprend que Norma a des économies, il se glisse dans son camping-car pour lui voler son argent. Norma se réveille et croit qu'il tente de la violer. Elle porte plainte à la police, puis envisage d'abandonner les poursuites si Frank disparaît moyennant une somme d’argent. Frank accepte pour l’argent, mais à contrecœur. Il redoute par ailleurs que Monica persuade Norma d’abandonner par amour ses accusations. Pendant ce temps, Yvonne ouvre un centre d'appel illégal dans son arrière-boutique. Lip y répare les ordinateurs, et y rencontre Nadia. Il commence à flirter jusqu'à ce que Ian lui apprenne que Nadia est en réalité un homme. Lip est dégoûté, et sa réaction offense Ian. Les deux frères se réconcilient finalement dans un bar gay. Un jour tranquille, une explosion se produit et intrigue tout le quartier. Après un bon moment, Patrick admet qu'il manque le Semtex qu’il cachait pour ses «cousins».
8. Meurtres en série. Aidé par Carl, Norma conçoit un plan pour récupérer Monica. Elle prétend qu'elle va partir pour le Texas, et révise son camping-car. Croyant bien faire, Carl glisse de l'argent qu'il a épargné dans la poche de Frank. Mais quand Monica trouve ces espèces, elle décide de rester dans la famille. Par ailleurs, Patrick suspecte Jamie d’être à l’origine de la mort de ses ex-compagnons de cellule. Il interroge Karen sur l’emploi du temps de Jamie, mais elle ne trouve rien d’anormal durant leurs derniers week-ends. Finalement, Jamie avoue à son père Patrick qu’il voulait venger la mort de Fergal. Karen croit alors que Jamie veut l'épouser seulement pour un alibi. Pour lui prouver son amour, Jamie enregistre une cassette vidéo, où il confesse ses crimes. Libre à Karen de la remettre à la police. Karen revient alors vers Jamie, ce qui rassure Mimi.

### Cinquième saison (2008)
1. Introspection. Frank urine sur un générateur et s’électrocute. À l'hôpital, on lui dit qu’il ne passera pas le week-end en raison d'un problème cardiaque. Il se remémore alors son passé à travers des hallucinations de lui-même à 12 ans, et regrette que sa vie n’ait été qu’une perte de temps. Il envisage donc d’avouer ses torts et demander pardon à ses proches. Mais après s’être fait tabasser dans la rue, il découvre finalement qu'il n'est pas mourant. Lillian, qui transforme sa maison en bordel, échappe de justesse à l'arrestation de la police. Lip revient de l'université de Nottingham pour un week-end, mais sa nouvelle petite amie Alex le suit en secret et rencontre Mandy. L’antipathie entre les deux filles se transforme en grande bagarre au Jockey. Finalement, Lip et Mandy acceptent de vivre chacun leur vie.
2. Dilemme. Patrick s'étouffe avec une noix de cajou, mais Frank, bien qu’ivre, lui sauve la vie avec un bouche à bouche de dernière minute. Un ancien petit ami de Mimi, prénommé aussi Patrick, réapparait. Chassé de la maison par une Mimi anxieuse, Patrick enlève son concurrent pour le dissuader de disparaître. Puis Mimi s’apprête à tirer sur son ex, avant que Patrick ne l'arrête. Ian s’amourache pour le professeur de géographie de Carl, qui se sent ainsi ridiculisé à l'école. Mickey s’achète une limousine rose, et tente de faire honneur à son père.
3. Désir d'enfant. Après des nausées et des hallucinations de comptines, Monica annonce qu'elle attend un enfant, au grand dam de la famille. Les Maguire planifient une fête d'anniversaire surprise pour Mimi au Jockey. Mais le pub est saccagé et pillé par les habitants du quartier, pendant que Ian et Jamie sont accidentellement prisonniers dans la cave. Le propriétaire de la brasserie menace alors de fermer le pub, jusqu’à ce que les habitants ramènent tout précipitamment. Stan fait venir sa correspondante ukrainienne Irina. Amoureux fou, il lui donne beaucoup d’argent pour qu’elle règle ses problèmes familiaux dans son pays natal. Après le départ d’Irina, Carrie révèle que celle-ci est en réalité un escroc. Monica avoue à Norma qu'elle n'a jamais rien ressenti pour elle.
4. Le ticket gagnant. D’après une annonce d’Yvonne aux actualités TV, Frank est l’heureux possesseur du billet de loterie gagnant de 500.000 livres sterling. En fait, il l’a perdu, mais n’ose l’avouer devant sa popularité qui flambe dans tout le quartier. Debbie, qui a des doutes, tente sans succès de convaincre son père de dire la vérité. Elle imagine alors l'enlèvement de Liam, en fait caché chez Yvonne, avec une libération moyennant une rançon de 500.000 livres. Ian emménage dans une pièce du Jockey. Karen et Jamie découvrent plus tard son homosexualité, mais sont surtout outrés qu’il a eu des rapports avec un homme dans leur propre lit. Le copain de Ian révèle alors à Jamie, le tumultueux passé sexuel de Karen. Mickey achète à Ian un lit, mais lors du transport dans une camionnette volée, ils sont arrêtés par la police, et passent la nuit en cellule.
5. Elections à Chatsworth. Debbie vend œufs et pommes de terre pour aider Chesney à devenir le jeune maire de Chatsworth. Chesney gagne l'élection, et aménage une plage artificielle près de l’épicerie. Mais il déçoit Debbie, lorsque la soirée dégénère en rave-partie, et lorsque les habitants se réveillent avec des piqûres d’insectes liées au sable non traité. Un gang de filles dévalise de l'alcool à l’épicerie d’Yvonne, mais Norma les fait fuir avec son pistolet. Shane tombe amoureux de Kelly. Bien qu’il soit choqué de découvrir qu'elle est en réalité une prostituée, il continue sa relation en payant les passes. Une vieille dame, renversée par le fourgon de police, porte plainte affirmant être paralysée. Finalement, Stan découvre la machination, et sauve son emploi ainsi que celui de Carrie.
6. Seul au monde. Voulant cacher à son père une passe dans sa limousine rose, Mickey laisse s’enfuir son copain avec un sac contenant 20.000 dollars de cocaïne appartenant à Patrick. Aidé de Ian, Mickey tente de retrouver la drogue, puis la détruit pour sauver sa vie. Katie mange des pilules, qu’elle trouve dans une poche du manteau de Frank. Tout le monde craint de l’ecstasy, mais ce sont finalement des bonbons à la menthe. Du coup, Mandy chasse Frank de la maison. Liam s’enfuit aussi de la maison, lorsque Carl l’avertit des conséquences de la naissance du futur bébé. Père et fils se retrouvent ainsi à partager une tente dans un parc, avant de retourner au bercail. Patrick désapprouve la relation de Shane et Kelly, qu’il paye pour qu’elle quitte définitivement la ville.
7. Un amour impossible. Les pompiers interviennent chez Frank qui, ivre, a laissé le gaz allumé. À l’hôpital, Frank exagère délibérément ses blessures pour éviter d'aller aux examens prénataux avec Monica. Ian rencontre Sean, un des pompiers appelés à la maison. Lorsqu’il apprend la mort de son père biologique, il s’aperçoit que Sean est son demi-frère, et cesse toute relation. Carl a bien du mal à se débarrasser de l’obsession amoureuse de la maman de Theresa, sa nouvelle petite amie. Lillian rencontre aussi un petit ami, qui travaille dans la sécurité. Les deux sont finalement surpris dans un vol qualifié.
8. Les bons sentiments. En prenant le bus pour des cours de réinsertion professionnelle, Frank rencontre Rosie, tombe fou amoureux, rate ses cours, et oublie d’accompagner Monica à son échographie. À contre cœur, il laisse Rosie rejoindre son mari handicapé dans le sud du pays. Pour gagner de l'argent et obtenir une référence, Debbie héberge Brandi et Barney, deux catholiques américains très puritains. Malgré les efforts de Debbie, Brandi s’aperçoit de la nature pécheresse de la famille Gallagher, et menace de la dénoncer. Mais Carl et Shane s’aperçoivent aussi au Jockey que Brandi est loin d’être un ange. Patrick Maguire tente de corrompre Carrie, qui est endettée de 5000 £. Lors d’un cours de conduite avec Norma, Lillian renverse un évadé de prison en voulant éviter Frank qui, dépressif après la rupture de Rosie, tentait de se suicider sur la route.
9. Cas de conscience. La mère de Monica, Joan, visite les Gallagher. Souffrant de la maladie d'Alzheimer, elle s’apprête à entrer dans une maison de soins. Dans le passé, elle a été abusée, n'a jamais aimé Monica comme un enfant, et a même eu des rapports avec Frank. Finalement, elle meurt d’une overdose de médicament, laissant à Monica un pactole de £ 2.000. Stan a une relation avec Yvonne dans l'arrière-boutique, mais souhaite être à ses yeux plus qu’un ami. Alors que Patrick et Mimi partent en vacances ensemble, Shane et Mickey décident d'organiser une fête à la maison. N’ayant ni argent, ni alcool, ils enrôlent Liam pour leur aider à voler des voitures rares.
10. Manigances. Encouragé par Patrick Maguire, Carl s’entraîne dur pour devenir boxeur et gagner de l’argent. Mais le grand jour, il s’aperçoit que le match est truqué. Meena est prête à un mariage arrangé au Pakistan, contre l’avis de sa mère Yvonne. Mark, un ancien compagnon de cellule de Jamie, réapparaît, et est déçu par sa nouvelle vie rangée. Il entraine alors Jamie contre son gré dans un hold-up qui tourne mal. Pour que Jamie ne retourne pas en prison, son père Patrick intimide Mark, afin qu’il se rende à la police et avoue la vérité.
11. Usurpation d'identité. Lors d’un vol à main armée, Patrick est confondu sur la vidéosurveillance, et risque 20 ans de prison. Sur les conseils de Mimi, il appelle son frère jumeau Noel, qui est gay, et qu’il n’a pas vu depuis plus de 20 ans. Il monte ainsi une arnaque à la police pour être innocenté. Toutefois, sa réputation en compatit, car Noël a fait une fellation à un policier pendant qu’il était temporairement en cellule. Frank consomme toute une boîte de drogue, devient fou, et se cache dans une armoire plusieurs jours. La famille Gallagher doit alors rembourser £ 3000 à Mimi pour cette boîte. Ian devient vendeur d'aspirateur, mais est incapable d'obtenir suffisamment d'argent. En désespoir de cause, il vole de l'argent dans la caisse au Jockey. Karen et Jamie licencient alors Victor, le nouveau barman, qu’ils croient coupable du vol. La nuit venue, Victor incendie le Jockey pour se venger. Pris de remords, Ian avoue finalement la vérité à Karen et Jamie. De leur côté, Debbie et Liam gagnent £ 4.000 en vendant dans les rues un gâteau maison au hash, et peuvent ainsi rembourser Mimi. Carrie se prépare à l’examen de sergent, alors que Patrick lui rappelle ses dettes de jeu et tente de la corrompre. De plus, Tom découvre qu’elle a usurpé l’identité de sa défunte sœur pour entrer dans la police. Ni l’un, ni l’autre n’en profitent pour abuser d’elle.
12. Angoisse de l'engagement. Alors que les relations sont tendues avec Yvonne, toute la famille avec Stan et Frank sont pris en otage dans l’épicerie par un voleur armé. Celui-ci s’avère être complice de Meena, qui lui doit £ 2.000. Cette dette est finalement effacée, lorsque Stan remet au voleur les bandes de vidéosurveillance, et le laisse s’enfuir. Toutefois, Stan est blessé à l’épaule par un coup de feu accidentel, qui permet à Yvonne de se calmer avec ses proches. Monica commence à paniquer dans les dernières semaines de sa grossesse. Après une recherche d'emploi frustrante, Carl annonce qu'il va rejoindre l'armée, mais Ian, Jamie et Frank essaient de l’en dissuader.
13. Blind Date. Karen, Jamie et Ian organisent pour Mandy une rencontre avec un dénommé Dex. Tout se passe bien jusqu’à ce que Dex meure au lit dans les bras de Mandy, après avoir consommé de l’ecstasy. Mandy et Karen se débarrassent alors du corps dans un fossé, et s’efforcent à effacer tout indice au Jockey. Ayant des remords, Mandy s’apprête à se rendre à la police, lorsque Dex réapparaît miraculeusement. Les voisines Mimi et Yvonne se disputent au sujet de l’éducation de Chesney. Prenant de l’ecstasy, celui-ci se porte très mal, et Mimi et Patrick se sentant coupables, s’occupent de lui, remettant à plus tard l’anniversaire de leur première nuit d’amour. Shane obtient un emploi à l’épicerie, et développe le béguin pour Yvonne, qui lui coupe rapidement toute envie d’aller plus loin.
14. Amours Secrètes. Après avoir été suspectée pour trafic de drogue, Mandy se lie d’amitié pour Tom, et l’aide à rechercher sa vraie mère. Mais en colère et jalouse, elle apprend finalement que Tom sort secrètement avec Debbie, qui n’a pas encore 16 ans. Après avoir participé à des cours pour gérer sa colère, Mimi devient une nouvelle femme sensible, à l’écoute notamment des drogués. Craignant ainsi une baisse de son activité, Patrick élabore un plan avec Mickey, le fils préféré de Mimi, pour que celle-ci « retrouve » la raison. Carl demande à Karen de devenir son coach sexuel, pour soi-disant impressionner une nouvelle petite amie.
15. En Quête de Vérité. Alors qu’ils sortent discrètement ensemble, Debbie et Tom secourent une femme inconsciente à la suite d'une agression. Bientôt, Tom est arrêté et soupçonné d'être l'auteur de l'attaque. Seule Debbie peut lui fournir un alibi, mais c’est compromettre leur position délicate. Kelly revient à Chatsworth. Lorsque Shane découvre la vérité de son départ, il se bat contre son père Patrick au Jockey, et est sérieusement blessé devant une foule mortifiée. Patrick se met alors à dos toute la famille, et doit finalement faire d’humiliantes excuses publiques à Shane. Se réveillant avec un jogging qui n’est pas le sien, Norma ne se rappelle plus avec qui elle a couché, et s’en inquiète.
16. La Progéniture. Après s'être embrouillé avec Ian, Frank tombe inconscient au sol lors de secousses sismiques à Manchester. Il est conduit à l'hôpital. Pendant un délire comateux, il se voit en star du showbiz avec Ian pour impresario, et est entouré d’une famille dans des situations ubuesques. De son côté, Monica perd ses eaux, mais refuse d’accoucher sans la présence de Frank, obligeant Ian à être sa sage-femme. Les enfants, qui hésitaient à dire la vérité sur leur père par crainte d’un choc psychologique, lui avouent finalement tout, et la conduisent d’urgence à l’hôpital. Frank se réveille heureux avec sa nouvelle fille, Stella, sur la poitrine. Il se réconcilie aussi avec Ian. Pendant ce temps, Carl se fait confier sa nièce Katie pour une sortie au jardin public. Il espère ainsi séduire une jeune fille, Bindy, mais celle-ci enlève finalement l’enfant. Les Gallagher et Maguire recherchent alors frénétiquement la fillette, que Kelly retrouve à un abribus avec Bindy, prête à s’enfuir. Plus tard, Kelly révèle qu'elle est enceinte de Shane. Les Maguire fêtent la nouvelle au Jockey.

### Sixième saison (2009)
La sixième saison contient seize épisodes, diffusée de janvier à mai 2009.

### Septième saison (2010)
La 7e saison contient seize épisodes, Diffusée du 26 janvier au 11 mai 2010 pour la Grande-Bretagne.

### Huitième saison (2011)
Composée de 22 épisodes, cette 8e saison est diffusée au Royaume-uni en deux parties : 13 épisodes de janvier à mars, puis les 9 épisodes restants d'août à octobre.

### Neuvième saison (2012)
Initialement composée de 22 épisodes, elle a été réduite à 11 épisodes diffusée de janvier à mars 2012, alors que les 11 autres devenant la dixième saison.

### Dixième saison (2012)
Initialement composée de 11 épisodes ou la deuxième partie de la neuvième saison, elle a été réduite à 10 épisodes, diffusée de septembre à novembre 2012.

### Onzième saison (2013)
La onzième et dernière saison est composée de 14 épisodes, diffusée de février à mai 2013.

## Autour de la série

### Monologue du générique de début
| - Bienvenue à bord du Chatsworth Express, - où les pauvres gars de chez nous flinguent dans l’allégresse - leur misérable existence, tout ça à cause de Lui, là-haut, - et qui font quand même des gosses à tire-larigot. - Mais quelle douce mélodie sur terre - pourrait jamais remplacer des gosses qui viennent quémander du blé, - ou une femme qui fait chier ? - D’ailleurs, c’est pour ça j’en suis persuadé, - que les pub et la drogue ont été inventés, - pour nous passer les nerfs, - et nous empêcher de devenir cinglés. - Pub et drogue sont les mamelles de notre cité, les piliers de notre société. - On mérite largement notre réputation de dégénérés. - Vous nous chiez dessus, mais les impôts, c’est vous qui les payez ! - Imaginez la Grande-Bretagne sans Chatsworth et ses corsaires, - qui vous crachent à la gueule pour le prix d’une pinte de bière. - Fini la misère et la pauvreté, on veut de la drogue à volonté ! - Fini la misère et la pauvreté, on veut de la drogue à volonté ! - Allez… C’est la fête ! | - « Tickets this way for the Chatsworth Express - Come and watch pikeys making a mess - Of the lives they were given by him upstairs - And kids they're convinced aren't actually theirs - What sound on earth could ever replace - Kids needing money and wives in your face - Cos this, people reckon, and me included, - Is why pubs and drugs were kindly invented - To calm us all down, stop us going mental - These are Chatsworth Estate's basic essentials - We are worth every penny, we're grinding your axes - You shit on our head, but you pay the taxes - Imagine a Britain without Chatsworth buccaneers - Who'd cum on your face for the price of a beer - Make poverty history, cheaper drugs now - Make poverty history, cheaper drugs now ! - Hehe...Scatter! Party! » |

#### En français (saisons 8 à 11)
- Tous ceux qui regardent, qui pensent qu'on ne sait rien de rien,
- Doivent surveiller leurs arrières..
- Vous avez eu votre parti travailliste,
- Qui reclassifie la beuh, qui fait exploser les prix,
- Qui arrache littéralement l'herbe de ses propres racines !

- Maintenant vous avez votre Con-Dem-Nation,
- Les libéraux bouffent les Torys,
- Comme des enfants de Chœur ramassent les mégots,
- On a eu une attaque nationale ou quoi ?
- Est-ce que "révolution" est un mot ?
- Ou est-ce que ça ne l'a jamais été ?

- Tous ceux qui regardent doivent savoir,
- Qu'on supporte mieux l'ironie que la moyenne à Chatsworth,
- Bon sang, on vit à Manchester,
- Et ils nous font payer l'eau ??

- J'errais comme un clown solitaire,
- Avalant des champignons rares,
- Cette douce et verte terre des temps anciens,
- Bla Bla Bla Bla !
- Ce n'est plus la leur désormais,
- C'est notre Angleterre maintenant !!

- Allez... C'est la fête !

## Dans d'autres pays

### États-Unis
HBO a développé une version américaine de Shameless en s'associant avec le producteur John Wells. En octobre 2009, le projet est déménagé sur Showtime, et le pilote a été tourné en décembre 2009. Après avoir commandé une saison, la série a débuté le 9 janvier 2011.

### Russie
Besstydniki (Shameless en anglais) est une adaptation russe de 24 épisodes. Elle a été diffusée sur la chaine NTV du 1er septembre 2017 au 9 décembre 2017.

### Turquie
Bizim Hikaye (Our Story en anglais), est une adaptation turque de 70 épisodes. Elle a été diffusée sur la chaine FOX du 14 septembre 2017 au 23 mai 2019.

### Inde
Itti Si Khushi (Little Happiness en anglais), est une adaptation indienne.
Elle sera diffusée sur la chaine Sony SAB à partir du 18 août 2025.

## Distinctions

### Nominations
- British Academy Television Awards 2012 : meilleur feuilleton dramatique
- British Academy Television Awards 2013 : meilleur feuilleton dramatique